# Скандал

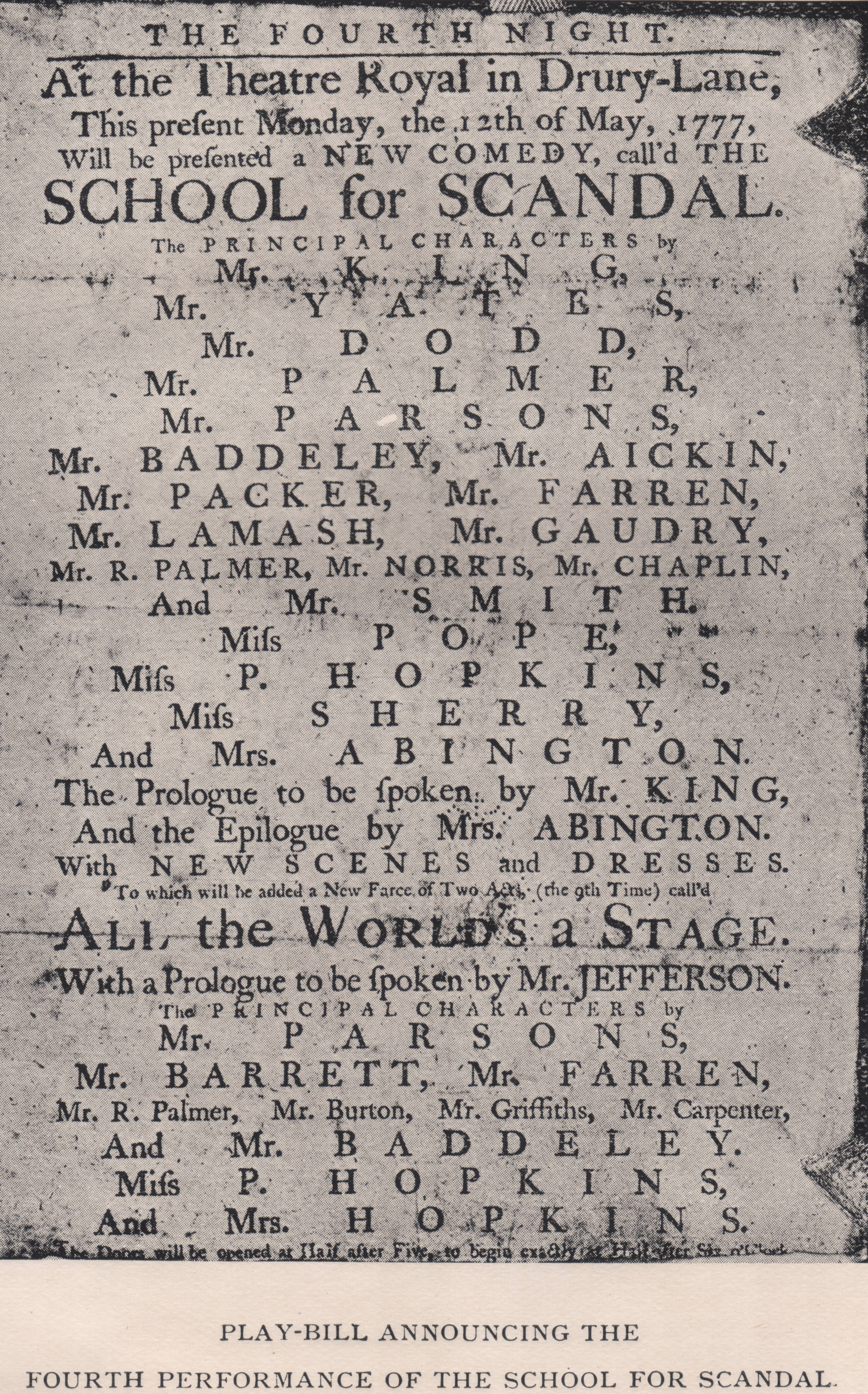
Театральная афиша комедии Ричарда Шеридана «Школа злословия» (1777)

Сканда́л — получивший широкое публичное освещение инцидент, связанный с заявлениями о правонарушениях, позорных или аморальных проступках.

## История
Первоначальным значением древнегреческого слова (греч. σκάνδαλον) является ловушка, соблазн, преткновение. Из древнегреческого языка слово попало в латынь и стало обозначать препятствие, камень преткновения. Оттуда слово попало в другие новоевропейские языки. Одновременно с этим слово «скандал» вошло в древнерусский язык, но в литературный русский оно попало путём заимствования из немецкого и французских языков (срам, стыд, позор; соблазн, поношение, непристойный случай, поступок).
В начале слово воспринималось исключительно в библейском контексте, и являлось одним из ключевых в известном положении апостола Павла «Мы проповедуем распятого Христа, для Иудеев соблазн (skandalon), а для Еллинов безумие (morian)» (1 Коринфянам 1.23). Скандалом считалось наличие сомнений в распятии Христа и его воскресении, а за словом следовало дело, зачастую заканчивающееся смертью как христиан, так и еретиков. Слово «скандал» использовалось в первую очередь в истолковании евангельских текстов, и означало дискредитацию основ веры. Слово «скандал» было известно Киевской Руси уже в XIII веке, и использовалось в трудах Ефрема Сирина. Оно также употреблялось в Московии, в частности, в «Толкованиях на Псалтырь» 1564 года.
Современное слово «скандал» не привязано к церковной традиции. В европейской литературе в значении, схожем с современным, оно встречалось ещё в 1489 году и означало «возмущать» и «злословить». Несмотря на большое количество современных определений, наиболее общее из них рассматривает скандал как нарушение известными людьми общепринятых норм, что вызвало острую реакцию социальных групп.
Поводом для скандала может послужить не всякое отступление от общепринятого порядка. К числу необходимых условий возникновения скандала относятся серьёзность проступка, его разоблачение, наличие массовой реакции на ситуации, яркие эмоциональные переживания событий, а также использование скандала в качестве источника развлечения широкой публики.